# Marijan Pasarić
Marijan Pasarić (Zagreb, 1. rujna 1932. – 19. rujna 2016.), hrvatski košarkaški trener i košarkaški sudac. Vodio košarkaški klub Industromontažu (poslije Monting) iz Zagreba i državnu reprezentaciju. Veliki košarkaški stručnjak i košarkaška legenda.

## Životopis
Košarkom se bavio od 1946., a prvi put nastupio 1947. godine na prvenstvu Hrvatske. Igrao u KK Jedinstvo. Već kao srednjoškolac bio je drugi strijelac savezne lige i nadomak nastupa za reprezentaciju. Isticao je da ako za nečim žali u karijeri, to je izostanak s reprezentativne turneje u Kini. Razmišljao je o trenerskom poslu u ženskoj košarci. Pokazao se uspješnim. Kao pomoćnik trenera Branka Tkalčića, ženska omladinska generacija Klasične gimnazije 1951. godine osvojila je prvenstvo, a 1957. godine nova generacija prvenstvo Hrvatske i Jugoslavije (Ružica i Kornelija Meglaj, Ljubić, Strmški, Mayer, Jasić, Bartol, Skenderović, Cej...). Diplomirao 1980. na Fakultetu fizičke kulture u Zagrebu. Bio je viši košarkaški trener, instruktor Hrvatskog košarkaškog saveza za žensku košarku, član stručnog savjeta za žensku košarku HKS-a. Višedesetljetni izbornik mladih selekcija ženske košarkaške reprezentacije Jugoslavije (1971., 1975., 1981.). 24 je godine bio izbornikom A ženske košarkaške reprezentacije Jugoslavije. S njim je ŽKK Monting (ŽKK Montmontaža, Jedinstvo, Monter, Montažno, Jugomontaža, Trešnjevka, Industromontaža) osvojio dva Kupa Jugoslavije i prekinuo dominaciju beogradskih klubova i 1975./76. doveo ga do finala Kupa Liliane Ronchetti. Umješno je prepoznavao igračice koje su bile kapaciteti. Tvorac je vrhunskih mladih košarkašica, među ostalim igrački je obrazovao Ružicu i Korneliju Meglaj, Sanju Ožegović, Jasnu Pepeunik, Maju Mazić i Miru Bjedov. Do 1978. vodio je "montažerke". Vodio je sjajnu generaciju igračica koje su igrale za reprezentaciju te sjajne igračice koje nisu okusile predstavničke vrste: sestre Meglaj, Ružicu i Korneliju, Biserku Strmški, sestre Miru i Nadu Nebojan, Kaću Buljan, Jadranku Brković, Zeinu Juranić, Marjanu Bušljetu, Miru Bjedov, Sanju Ožegović, Jasnu Pepeunik, Maju Mavrović, Dubravku Kerep, Nenu Pađen i ostale. U mirovinu je otišao krajem 1998. godine, ali nikad nije mirovao. Igrački je stvorio Koraljku Hlede, Moniku Kovač, Mirnu Deak, Marinu Mazić, Gordanu Bedalov, Jasenku Marohnić, Deu Klein Šumanovac i Anđu Radoš Jelavić.
Ugledan i kao košarkaški sudac, dobitnik brojnih priznanja. U Zagrebu je prvi uveo košarku u programe osnovnih škola. Godine 2012. dobio je Nagradu HOO-a Matija Ljubek za životno djelo. Umro 19. rujna 2016. od posljedica prometne nesreće. Pokopan na zagrebačkom groblju Mirogoj.